# Aposerphites
Aposerphites is een geslacht van vliesvleugeligen uit de familie Serphitidae. De wetenschappelijke naam van dit geslacht is voor het eerst geldig gepubliceerd in 1979 door Kozlov & Rasnitsyn.

## Soorten
Het geslacht Aposerphites omvat de volgende soorten:
- Aposerphites angustus Ortega-Blanco, Delclòs, Peñalver & Engel, 2012
- Aposerphites solox Kozlov & Rasnitsyn, 1979